# NGC 5837
NGC 5837 ist eine 13,7 mag helle balkenspiralförmige Radiogalaxie vom Hubble-Typ SB(s)b im Sternbild Bärenhüter nördlich des Himmelsäquators, die schätzungsweise 387 Millionen Lichtjahre von der Milchstraße entfernt ist. 
Das Objekt wurde am 19. Juni 1887 von Lewis A. Swift entdeckt.